# Sanae Jah
Sanae Jah (Rabat, 20 juli 1982) is een Marokkaans-Belgisch boksster.

## Levensloop
Jah groeide op in een gezin met zes kinderen, vier jongens en twee meisjes. Haar broers Moustapha, Rachid en Younes zijn ook actief in het boksen. Omstreeks 2002 verhuisde ze naar België, alwaar ze zich vestigde te Brussel.
In 2010 werd ze ISKA-wereldkampioene.
In februari 2012 werd ze Belgisch kampioene bij de vlieggewichten na een kamp tegen de Roemeense Elena Miftode en in april 2012 behaalde ze te Brussel de WBC-titel bij de vlieggewichten, nadat ze de Oekraïense Oksana Romanova had verslagen. In maart 2013 kampte ze te Düsseldorf met de Duitse Susi Kentikian voor de titel van interim WBA-kampioene bij de vlieggewichten. Kentikian won de kamp op punten. In juni 2013 verloor ze te Bertinoro van de Italiaanse Simona Galassi in een kamp voor de EBU-titel bij de vlieggewichten. In mei 2014 slaagde ze er in om te Brussel de EBU-titel te behalen bij de lichtvlieggewicht tegen de Roemeense Corina Carlescu. In januari 2017 werd ze Belgisch kampioen bij de vlieggewichten na een kamp tegen de Russische Evgenya Zablotskaya en in september 2017 versloeg ze te Brussel de Hongaarse Alexandra Lakatos, waarna ze het tegen de Japanse Naoko Fujioka opnam voor de WBA-titel bij de vlieggewichten. In december 2018 kampte ze vervolgens te Brussel voor de IBO-titel bij de vlieggewichten tegen de Servische Nina Radovanovic. Het was echter Radovanovic die won. In januari 2019 kampte ze tegen de Duitse Sarah Bormann voor de GBU en WIBF-titels. Het was Bormann die won.
Ten slotte werd ze door het BOIC geselecteerd voor de Olympische kwalificatietoernooien in het boksen. Tijdens het kwalificatietoernooi in de Londense Copper Box Arena trof ze in de 1/8e finale wederom de Servische Nina Radovanovic. Het was Radovanovic die de kamp won. Na de afgelasting van het kwalificatietoernooi te Parijs moest ze een kruis maken over een eventuele deelname aan de Olympische Zomerspelen te Tokio.
Jah is gehuwd met Jean-Christophe Van Ghyseghem, die tevens haar coach is.